# Lazarus (Schubert)
Lazarus (D 689) è un'opera vocale sacra di Franz Schubert.

## Storia
Il libretto di questo dramma musicale fu scritto da August Hermann Niemeyer (1754–1828) per il compositore di Magdeburgo Johann Heinrich Rolle, che lo mise in musica per la prima volta nel 1778. Secondo il Vangelo di Giovanni (Giovanni, 11, 1-45) si riferisce alla risurrezione di Lazzaro di Betania.
Franz Schubert compose Lazarus nel febbraio del 1820. L'opera è scritta per sei voci soliste, coro e orchestra. Si compone di tre parti, che Schubert chiamava "atti" secondo le indicazioni fornite dal librettista, ed è un misto di cantata-oratorio e una sorta di opera sacra. Lazarus ci è pervenuto solo come un frammento. La parte conservata della musica si interrompe alla sepoltura. Oltre al primo "pezzo", che era nella proprietà di Schubert, il frammento è costituito dal secondo "pezzo" frammentario, apparso nella raccolta dell'esperto di Beethoven Alexander Wheelock Thayer nel 1860, e l'ultimo, pubblicato nel 1863 è stato trovato da Johann von Herbeck.

## Cronologia delle rappresentazioni
Il lavoro fu eseguito per la prima volta, in questa forma, nel 1863 sotto la direzione di Johann von Herbeck (con la partecipazione del Wiener Singverein) nell'edificio Musikverein sotto il Tuchlauben.
Nel 1996 Helmuth Rilling ha registrato il lavoro su CD, compreso il supplemento scritto appositamente per questo scopo dal compositore russo Edison Denisov.
Alla domanda sul perché la composizione sia rimasta un frammento, il musicologo Walther Dürr ha commentato come segue: “Egli [Schubert] fu probabilmente attratto dal pensiero della morte che dominava i primi due atti, ma non trovò alcuna relazione con il terzo atto, che descrive la resurrezione corporea di Lazzaro" . Reinhold Kubik, d'altra parte, ha ipotizzato che Schubert abbia fallito a causa dell'"ambivalenza che inizia con l'ambiguità strutturale dei motivi più piccoli e si estende alla valutazione di interi processi"

## Trama

### Primo atto
La scena si svolge in un giardino davanti a una casa rurale. Maria e Marta, le sorelle di Lazzaro, conducono fuori di casa il fratello ammalato, sotto una palma ombrosa, e lo adagiano dolcemente su un prato fiorito. Il suo viso è pallido ma non sfigurato. Qui nel giardino, Lazzaro vuole rallegrarsi ancora una volta della creazione di Dio prima della sua morte e chiede alle sue sorelle di non piangere per lui. A poco a poco, Nataniele, Jemina e altri amici si uniscono a loro. Lazzaro muore.

### Secondo atto
La scena è un sentiero verde pieno di lapidi, piantato con palme e cedri. Sullo sfondo un boschetto e in lontananza il sentiero che porta alla casa di Lazzaro. L'amico di Lazzaro, Simone, si unisce al gruppo. Insieme gli amici depongono Lazzaro nella sua tomba e ne piangono la morte.

### Terzo atto
La scena è come nel primo atto, davanti alla casa del morto. Marta si precipita da Gesù e lo implora: “Se tu fossi stato qui, oh, se fossi stato qui, mio fratello non sarebbe morto”. Egli le risponde "credi che io sia la resurrezionione e la vita?". Al ritorno di Marta, Maria è felice della notizia di questo incontro ed è piena di speranza. Lazzaro appare tra a gioia dei presenti. Riferisce di essere stato "rimandato indietro" e accoglie le sue sorelle e i suoi amici.